# Unlocked (Denzel Curry e Kenny Beats)
Unlocked (stilizzato in maiuscolo) è il terzo EP del rapper statunitense Denzel Curry, pubblicato il 7 febbraio 2020 per le etichette PH Recordings e Loma Vista Recordings. Curry ha lavorato in collaborazione con il produttore statunitense Kenny Beats, che ha prodotto tutte le tracce del progetto. L'EP è stato accompagnato da un cortometraggio, pubblicato il giorno antecedente.

## Antefatti

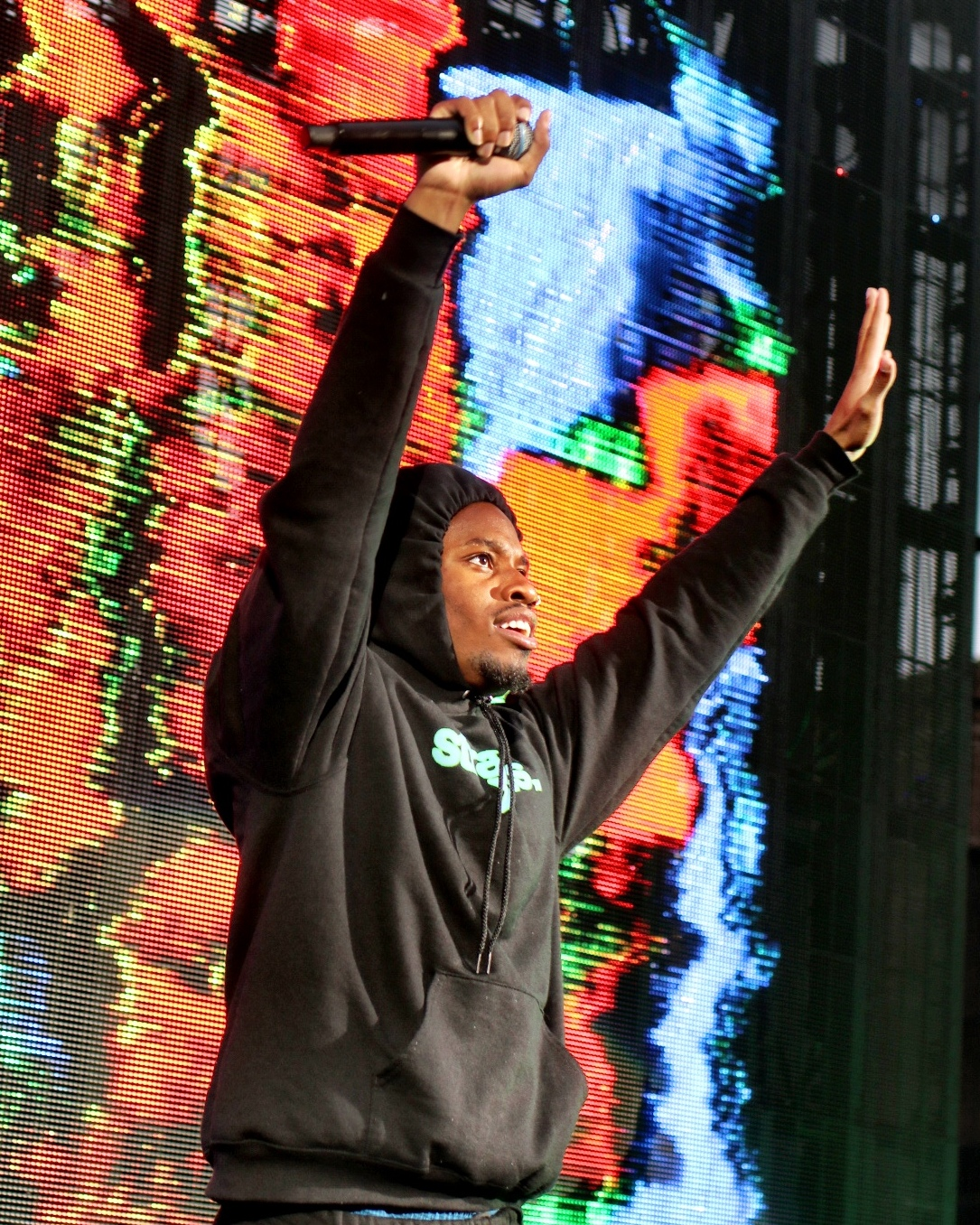
Nonostante alcune divergenze iniziali, fu Denzel Curry a contattare Kenny Beats per la realizzazione del progetto

Nel 2018, durante la tournée che vide Denzel Curry performare i brani di Ta13oo, il manager del rapper, Mark Maturah, espresse interesse nel far effettuare a Curry una sessione di registrazione con il produttore Kenny Beats. Nel corso di alcune di queste sessioni, i due realizzarono un paio di canzoni, che vennero scartate sia da Curry sia da Kenny. Curry ricorda che «avevamo un brano chiamato Spade che era forte, ma non sembrava rompere confini o impostare mode». I due ebbero una faida a causa della base di una di queste canzoni usata da un altro artista, dopo che era stata confermata per essere presente nell'album di Curry Zuu. Questo avvenimento portò il rapper a odiare Kenny «per mesi».
Successivamente, alcune persone convinsero Curry a guardare l'apparizione di Freddie Gibbs in The Cave, una serie di video freestyle ideata da Kenny e pubblicata nel suo canale YouTube. Curry ebbe una reazione positiva al video, che lo portò a riaprire in contatti con il produttore per apparire in un episodio di The Cave. Poco dopo, i due registrarono Unlocked.
Stereogum e Complex riferirono che la sessione di registrazione durò tre giorni. In opposizione, Pitchfork e Consequence riportarono un tempo minore, pari a 24 ore. In un'intervista con Pigeons & Planes, Kenny menzionò i tre giorni di registrazione, affermando che «72 ore sembrano pazzesche quando lavori a un ritmo normale, ma ciò [la sessione di tre giorni] può accadere quando qualcuno lavora duramente come Curry». Il rapper dichiarò che «[Kenny] ha annullato tutte le altre sessioni per dare spazio a questo. Quando arrivi nello studio, si crea una bella atmosfera. Non sono cazzate che finiscono lì. Lui va avanti con la tastiera e i pad, e io viaggio con la mia voce». Nell'intervista con Pigeons & Planes, il duo ha menzionato Madlib, Stones Throw Records e il Wu-Tang Clan come influenze sul suono del progetto. È stato notato che le produzioni di Kenny sono solite basarsi su dei campionamenti di altre canzoni.

## Promozione e pubblicazione
L'EP fu pubblicato il 7 febbraio 2020. Per compensare la mancanza di singoli estratti, Unlocked fu accompagnato da un cortometraggio, pubblicato il 6 febbraio. Curry e Kenny evitarono intenzionalmente gli estratti, dicendo che «non ci sono singoli, cioè, il progetto è il singolo». Seguendo questa filosofia, il duo ha sviluppato il concept di accompagnare il disco da un cortometraggio. Decidendo di non pubblicare nessun singolo, ma sentendo ugualmente il bisogno di «trovare un modo per la gente di sintonizzarsi su qualcosa a lungo termine», i due ebbero un battibecco falso nelle dirette di Instagram e su Twitter.

### Cortometraggio
Unlocked fu accompagnato da un cortometraggio di 24 minuti, il quale segue il duo rapper/producer nel loro viaggio volto a recuperare i file audio mancanti del disco dopo che sono stati rubati. Ogni brano dell'EP è rappresentato visivamente in modo diverso. Il cortometraggio presenta parti in live-action, animate e in claymation. Curry dichiarò di essere stato influenzato da alcuni media risalenti alla sua infanzia; espresse il desiderio di fare qualcosa in «stile Gorillaz» per DIET_. Il rapper continuò affermando che Cowboy Bebop fu da ispirazione per Cosmic'.m4a e che il manga horror Uzumaki influenzò lo stile di Take_it_Back_v2.

## Accoglienza
| Recensione           | Giudizio |
| -------------------- | -------- |
| AllMusic             |          |
| Clash                | 8/10     |
| Exclaim!             | 9/10     |
| HipHopDX             |          |
| Metacritic           | 81/100   |
| The Line of Best Fit | 9/10     |
| Pitchfork            | 7,2/10   |

Unlocked ha avuto il plauso universale dalla critica. Su Metacritic, il disco ha ricevuto un punteggio di 81 su 100, basato su 7 recensioni. Trey Alston di MTV scrive che «Unlocked ha otto tracce che vanno da barre urlate futuristiche alla metà degli anni '90, boom-bap, un ringhio alla DMX che ci dice che Curry si è divertito nel registrare». Per Salvatore Maicki di The Fader Unlocked è «uno sforzo frenetico e saturo di due menti al massimo del loro 'gioco'», denominando DIET_ la «traccia più selvaggia» dell'EP. Neil Yeung di AllMusic dichiara che «[Unlocked] è un brivido da provare e chiede un'ulteriore collaborazione [del duo]».

Alphonse Pierre di Pitchfork elogia il contributo di Curry ma non il lavoro di Kenny, risultato «troppo puro». Pierre ha aggiunto: 
(Alphonse Pierre, Pitchfork)

## Tracce
Testi di Denzel Curry, musiche di Kenny Beats.
1. Track 01 – 1:29
2. Take_it_Back_v2 – 2:49
3. Lay_Up.m4a – 1:45
4. Pyro (leak 2019) – 1:21
5. DIET_ – 2:23
6. So.Incredible.pkg – 3:16
7. Track07 – 2:03
8. Cosmic'.m4a – 2:46

## Formazione
- Denzel Curry − voce, testi
- Kenny Beats − produzione, registrazione
- Chris Gehringer − mastering
- Nathan Burgess − missaggio

## Classifiche
| Classifica (2020)     | Posizione massima |
| --------------------- | ----------------- |
| Australia             | 33                |
| Belgio (Fiandre)      | 133               |
| Canada                | 82                |
| Irlanda               | 87                |
| Nuova Zelanda         | 38                |
| Stati Uniti d'America | 105               |